# Spoorlijn 10 (België)
Spoorlijn 10 is een Belgische spoorlijn in de haven van Antwerpen. De spoorlijn wordt enkel gebruikt voor het goederenvervoer. De lijn takt bij Y Fort Zwijndrecht af van spoorlijn 59 en loopt van daar naar Bundel Zuid. In 2014 werd de spoorlijn verlengd, na de ingebruikname van de Antigoontunnel tot Antwerpen-Noord waarmee spoorlijn 59 werd ontlast en een tweede verbinding met de rechteroever van de Schelde ontstond.

## Aansluitingen
In de volgende plaatsen is of was er een aansluiting op de volgende spoorlijnen:
Y Zwijndrecht Fort
Spoorlijn 59 tussen Y Oost Berchem en Gent-Dampoort
Bundel Kallo
Spoorlijn 229 tussen Bundel Kallo en Zwijndrecht Industriezone
Y Steenland
Spoorlijn 211 tussen Y Steenland en Y Hazop
Y Walenhoek
Spoorlijn 11 tussen Y Schijn en Bundel Noordland

## Verbindingssporen

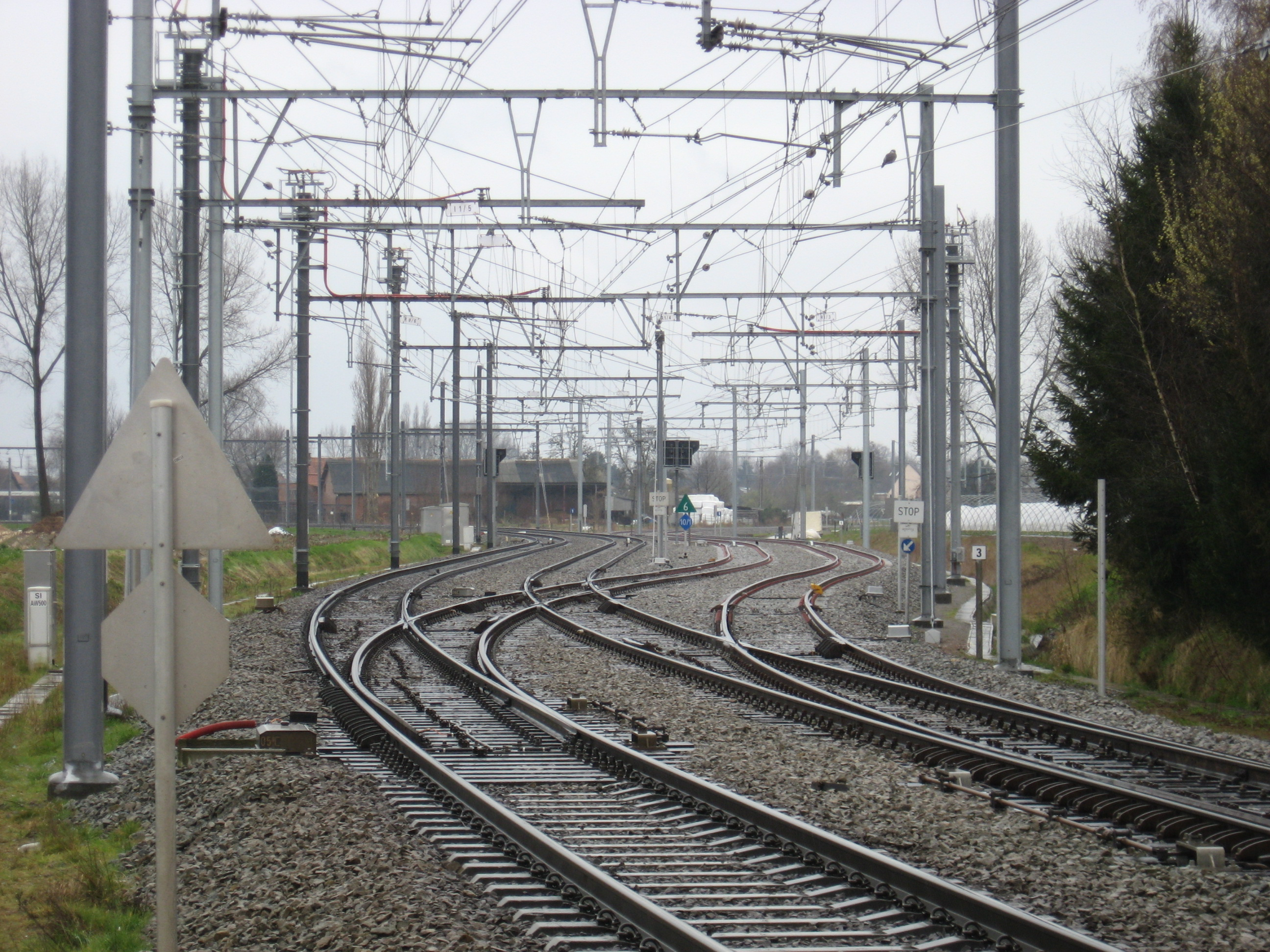
Y Kattestraat
Links aansluiting naar lijn 59, richting tunnel en Antwerpen
Rechts de nieuwe boog richting Gent op de lijn 59

10/1: Y Melsele (lijn 59) - Y Kattestraat (lijn 10), aangelegd in 2007 en op 7 april 2008 in dienst genomen.
10/2: Y Koestraat (lijn 10) - Y Kruipin (lijn 211)

## Spoorlijn 229
Het gedeelte van Y Zwijndrecht Fort tot aan de Bundel Zuid was spoorlijn 229 totdat deze hernummerd werd naar Spoorlijn 10.